# Lasioglossum kulense
Lasioglossum kulense là một loài Hymenoptera trong họ Halictidae. Loài này được Strand mô tả khoa học năm 1909.